# Heers
Heers est une commune néerlandophone de Belgique située en Région flamande dans la province de Limbourg.

## Toponymie
Haire (929-62) , Hair (984), Hairs (1034), Heirs (1044), Here (1079), Hers (1103), Heire (XIIe siècle)

## Sections de la commune
| #  | Section                           | Superf. (km²) | Habitants (2020) | Habitants par km² | Code INS |
| -- | --------------------------------- | ------------- | ---------------- | ----------------- | -------- |
| 1  | Heers                             | 8,91          | 2.082            | 234               | 73022A   |
| 2  | Bas-Heers (Batsheers)             | 2,22          | 103              | 46                | 73022B   |
| 3  | Haut-Heers (Opheers)              | 4,16          | 277              | 67                | 73022C   |
| 4  | Fologne (Veulen)                  | 3,75          | 444              | 118               | 73022D   |
| 5  | Gossoncourt-lez-Looz (Gutschoven) | 2,83          | 339              | 120               | 73022E   |
| 6  | Matincourt (Mettekoven)           | 2,17          | 155              | 71                | 73022F   |
| 7  | Petite-Jamine (Klein-Gelmen)      | 3,15          | 528              | 167               | 73022G   |
| 8  | Hex (Heks)                        | 4,81          | 382              | 79                | 73022H   |
| 9  | Horpmael (Horpmaal)               | 5,62          | 527              | 94                | 73022J   |
| 10 | Fimal (Vechmaal)                  | 7,03          | 613              | 87                | 73022K   |
| 11 | Marlinne (Mechelen-Bovelingen)    | 4,51          | 1.536            | 340               | 73022L   |
| 12 | Roclenge-Looz (Rukkelingen-Loon)  | 3,88          | 351              | 90                | 73022M   |

## Héraldique
|  | La commune possède des armoiries qui lui ont été octroyées le 19 avril 1907 et à nouveau le 21 juin 1978. Ce sont celles des chevaliers médiévaux Van Heers qui ont dirigé le village du XIe siècle jusqu'en 1421. Les armoiries se trouvent sur les tombes de Jan van Heers (1332) et Gerard van Heers (1398), ainsi que dans l'armorial, Gelre rouleau d'armoiries. Gelre mentionne les couleurs en tant que lion d'or en rouge, tandis que dans l'armorial de Jacques de Hermicourt (1333-1403), les armoiries sont en or avec un lion rouge. La municipalité a opté en 1907 pour ce dernier. Après la fusion avec les autres communs, dont aucune n'avait d'armoiries, les armoiries ont été maintenues. Blasonnement : D'or à un lion de gueules griffu et langué d'azur. (Traduction libre) Source du blasonnement : Heraldy of the World. |

## Évolution démographique de la commune fusionnée
Graphe de l'évolution de la population de la commune. Les données ci-après intègrent les anciennes communes dans les données avant la fusion en 1977.
- Source : DGS - Remarque: 1806 jusqu'à 1981=recensement; depuis 1990=nombre d'habitants chaque 1er janvier[4]